# 상하이 오리엔탈 스포츠 센터

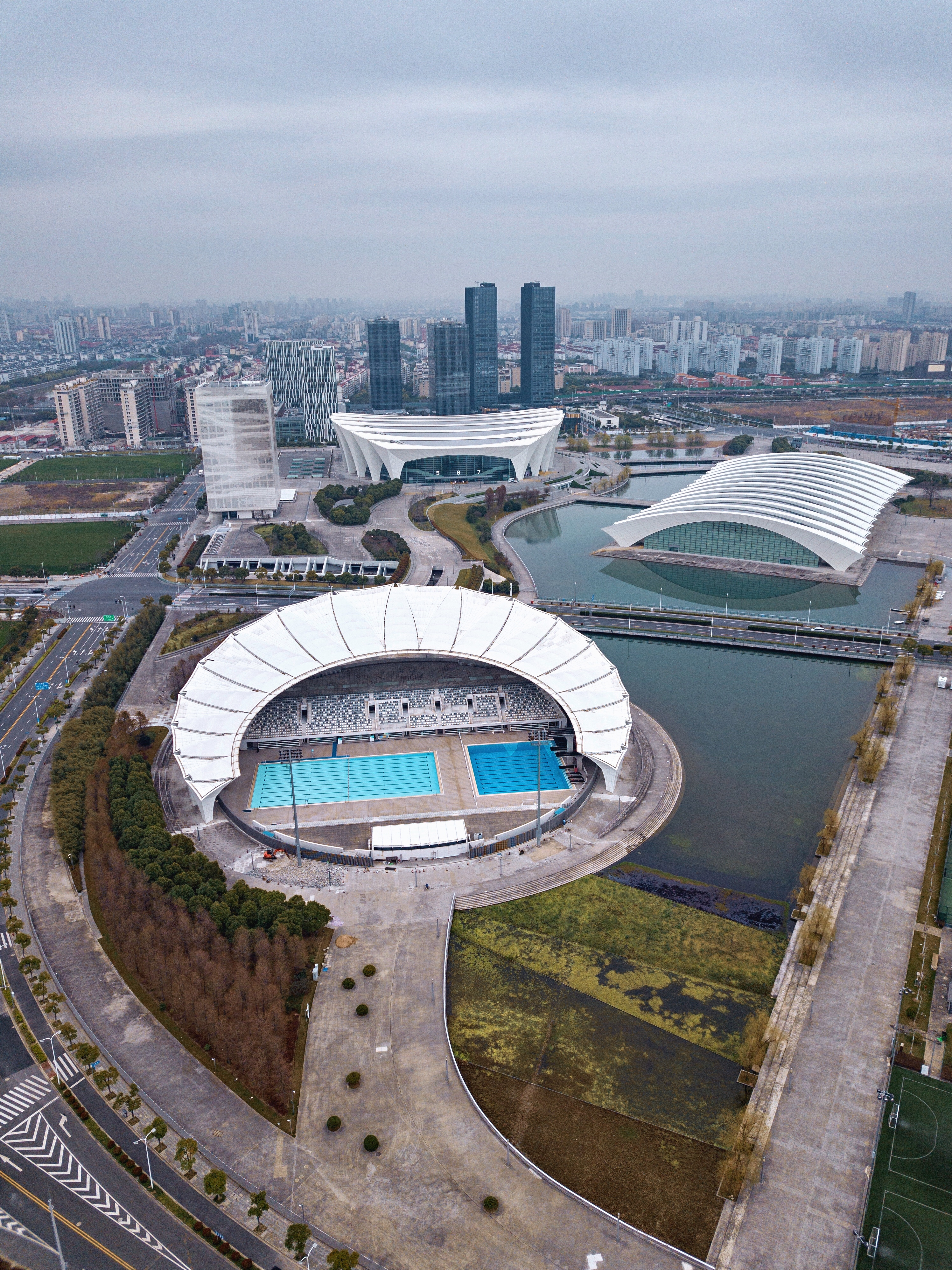

상하이 오리엔탈 스포츠 센터(상해 동방 체육 중심:上海东方体育中心)은 중화인민공화국 상하이에 있는 수상 경기장이다. 2008년 12월 30일에 착공해 2010년 말에 완공되었다.
센터에는 18,000석을 수용할 수 있는 실내 경기장 , 5,000석을 수용할 수 있는 실내 수영장, 5,000석을 수용할 수 있는 야외 수영장이 있다.
2011년 세계 수영 선수권 대회, 2016년 미드 시즌 인비테이셔널 경기장으로 쓰였다.

## 주요 경기
- 2011년 7월 16일부터 31일까지의 제14회 세계 수영 선수권 대회
- 2012 세계 쇼트트랙 스피드 스케이팅 선수권 대회
- 2014 FINA 다이빙 월드컵
- 2015년 세계 피겨 스케이팅 선수권 대회 2015년 3월 23일~29일
- 로드 FC 027
- 2016 리그 오브 레전드 미드 시즌 인비테이셔널
- 2017 리그 오브 레전드 월드 챔피언십 준결승